# Sachar Grigorjewitsch Tschernyschow (Dekabrist)

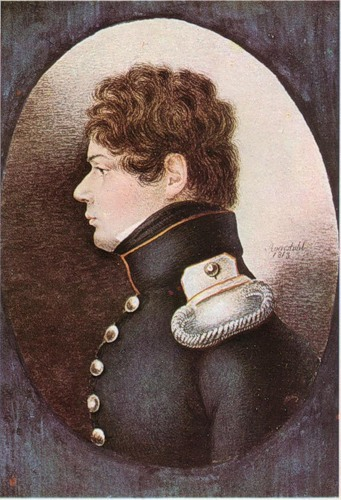
Graf Sachar Tschernyschow im Jahr 1818

Graf Sachar Grigorjewitsch Tschernyschow (russisch Захар Григорьевич Чернышёв; * 14. Dezember 1796 im elterlichen Dorf im Gouvernement Orjol; † Mai 1862 in Rom) war ein russischer Rittmeister und Dekabrist.

## Herkunft
Er entstammt einer Militärfamilie. Sein Großvater war der Generalfeldmarschall Graf Iwan Grigorjewitsch Tschernyschow (* 24. November 1726; † 26. Februar 1797).
Seine Eltern waren der Graf Grigori Iwanowitsch Tschernyschow (* 30. Januar 1762; † 2. Januar 1831) und dessen Ehefrau die Gräfin Jelisaweta Petrowna Tschernyschowa (* 9. April 1773; † 28. Februar 1828). Seine Schwester, die Gräfin  Alexandra Grigorjewna Murawjowa (1804–1832), heiratete am 22. Februar 1823 Nikita Murawjow.

## Leben
Sachar Tschernyschow wurde auf dem Wohnsitz des Vaters, einem Gut im Gouvernement Orjol, von einem Schweizer Hauslehrer erzogen und absolvierte dann die Moskauer Offiziersanwärterschule für Fahnenjunker. Am 14. Mai 1817 trat er als Fahnenjunker in die Chevaliergarde ein, wurde darin am 31. Januar 1818 Kornett, am 17. April 1819 Leutnant, am 22. Oktober 1821 Stabs-Rittmeister und am 12. Dezember 1824 Rittmeister.
Mit seinem Schwager Nikita Murawjow befreundet, schloss er sich den Dekabristen unter Alexander Nikolajewitsch Murawjow an. Obwohl während des Aufstandes am 26. Dezember 1825 in Sankt Petersburg abwesend, setzte Alexander Tschernyschow gegen den Dekabristen Sachar Tschernyschow eine Strafe von vier Jahren Zwangsarbeit einschließlich Verlust der Adelsprivilegien durch. Sachar Tschernyschows Erbrecht ging auf seine älteste Schwester Gräfin Sofja Grigorjewna (1799 bis 1847) über.
Sachar Tschernyschow wurde nach vorzeitiger Aufhebung seiner Zwangsarbeit in der Nertschinsker Katorga in Jakutsk zwangsangesiedelt. Dort an der Lena wohnte er ab Mai 1828 im Hause Alexander Bestuschews.
Im Kaukasus musste er ab Frühjahr 1829 als gemeiner Soldat in der Armee Iwan Paskewitschs kämpfen, wurde am 9. November 1829 verwundet und diente sich erneut zum Leutnant hoch. Nach dem Tod des Vaters dessen Ländereien verlustig, lebte er bei seiner Schwester, stand unter Moskauer Polizeiaufsicht und war als Sekretär tätig. Sachar Tschernyschow heiratete im August 1834 Jekaterina Alexejewna Teplowa (1814 bis 1878), die Tochter des Senators Alexei Grigorjewitsch Teplow.
1856 – ein Jahr nach dem Tode Nikolai I. – wurde er als Adliger rehabilitiert und lebte fortan mit seiner Frau in Rom.

## Quelle
- Eintrag bei hrono.ru/biograf (russisch)